# Stor-Grötvallstjärnen
Stor-Grötvallstjärnen är en sjö i Ljusdals kommun i Hälsingland och ingår i Ljusnans huvudavrinningsområde.